# 王智 (宣德舉人)
王智（14世紀—15世紀），字景明，南直隸鳳陽府壽州人，明朝政治人物。

## 生平
王智是宣德七年（1432年）壬子科舉人，授靈丘知縣，平均賦役、教化人民，九年後考績名列前茅，陞平涼通判，正值邊境告警，他籌謀有方，糧食不致短缺，到天順八年（1464年）請求退休，以天年去世。

## 引用
1. 1 2  光緒《壽州志·卷十九·人物志》：王智，字景明，宣德壬子舉人，正統閒知靈邱縣，均賦平政、教化大行，九載報績遷平涼府通判，時值邊警督糧孔棘，智運籌有方，所在充足，天順甲申乞休，以壽卒。 舊志